# Ginástica artística nos Jogos Olímpicos de Verão de 2008 - Trave
A final feminina da trave de equilíbrio da ginástica artística nos Jogos Olímpicos de Verão de 2008 foi realizada no Estádio Nacional Indoor de Pequim, em 19 de agosto.

## Medalhistas
| Ouro   | USA Shawn Johnson |
| Prata  | USA Nastia Liukin |
| Bronze | CHN Cheng Fei     |

## Atletas classificadas
- CHN Li Shanshan
- USA Nastia Liukin
- USA Shawn Johnson
- CHN Cheng Fei
- RUS Anna Pavlova
- RUS Ksenia Afanasyeva
- ROU Gabriela Dragoi
- JPN Koko Tsurumi

## Resultados
| Pos.              | Ginasta               | Nota A | Nota B | Pen. | Total  |
| ----------------- | --------------------- | ------ | ------ | ---- | ------ |
| Medalha de ouro   | USA Shawn Johnson     | 7.000  | 9.225  |      | 16.225 |
| Medalha de prata  | USA Nastia Liukin     | 6.600  | 9.425  |      | 16.025 |
| Medalha de bronze | CHN Cheng Fei         | 6.800  | 9.150  |      | 15.950 |
| 4                 | RUS Anna Pavlova      | 6.800  | 9.100  |      | 15.900 |
| 5                 | ROU Gabriela Dragoi   | 6.500  | 9.125  |      | 15.625 |
| 6                 | CHN Li Shanshan       | 7.000  | 8.300  |      | 15.300 |
| 7                 | RUS Ksenia Afanasyeva | 5.800  | 9.025  |      | 14.825 |
| 8                 | JPN Koko Tsurumi      | 6.300  | 8.150  |      | 14.450 |